# Евразийская патентная конвенция
Евразийская Патентная Конвенция (ЕАПК) подписана в Москве 9 сентября 1994 года на русском языке. Ратифицирована Российской Федерацией Федеральным законом от 1 июня 1995 г. N 85-ФЗ. Конвенция представляет собой специальное соглашение в соответствии со статьей 19 Парижской конвенции по охране промышленной собственности от 20 марта 1883 года и договор о региональном патенте в соответствии со статьей 45 (1) Договора о патентной кооперации от 19 июня 1970 года.
Конвенцией учреждена Евразийская патентная система и Евразийская патентная организация. Государства — участники Конвенции в лице Правительств руководствовались желанием укрепить сотрудничество в области охраны изобретений и стремлением создать межгосударственную систему получения такой охраны на основе единого патента, действующего на территории всех Договаривающихся Государств.
Договаривающиеся государства сохраняют за собой полный суверенитет в части развития своих национальных систем по охране изобретений. Участие в Конвенции открыто для любого государства — члена Организации Объединенных Наций, связанного также Парижской конвенцией по охране промышленной собственности и Договором о патентной кооперации.
Евразийское ведомство выдает евразийский патент на изобретение, которое является новым, имеет изобретательский уровень и промышленно применимо.
Срок действия евразийского патента составляет 20 лет с даты подачи евразийской заявки.
В соответствии с ЕАПК функционирование патентной системы обеспечивается Евразийской патентной организацией, которая состоит из Административного совета и Евразийского патентного ведомства.
Местонахождение штаб-квартиры — город Москва.
Официальный язык — русский.
В настоящий момент Евразийскую конвенцию подписали 9 стран евразийского региона:
- Азербайджанская Республика
- Республика Армения
- Республика Беларусь
- Республика Казахстан
- Кыргызская Республика
- Республика Молдова
- Российская Федерация
- Республика Таджикистан
- Туркменистан

Право представительства перед Евразийским патентным ведомством имеют евразийские патентные поверенные.
Объединение евразийских патентных поверенных — Международная общественная организация «Совет евразийских патентных поверенных» имеет представительства в Российской Федерации, Республике Беларусь, в Республике Казахстан и в Республике Молдова.